# بنت (إيران)
بنت (بالفارسية: بنت) هي مدينة تقع في إيران في Bent District. يقدر عدد سكانها بـ 4,302 نسمة .